# Šumperk
Šumperk (deutsch Mährisch Schönberg) ist eine Stadt in der Region Olmütz in Tschechien. Sie liegt an der Desná am Fuße des Altvatergebirges.

## Stadtgliederung
Für die Stadt Šumperk sind keine Ortsteile ausgewiesen. Grundsiedlungseinheiten sind Alšova, Bělidlo (Bleiche), Bratrušovské pole, Čajkovského, Dolní Temenice (Nieder Hermesdorf), Gagarinova, Generála Svobody, Horní Temenice (Ober Hermesdorf), Hrabenská, Jánošíkova, Karlův Dvůr (Karlhof), Kokrháč, Kopce, Krameriova, Lovák, Na Vápenicích, Nádraží, Pod Senovou, Pod Temenicí, Sady 1. máje, Sanatorium I, Sanatorium II, Skřivánčí (Lerchenfeld), Šmeralova, Šumavská, Šumperk-střed, Tyršova, U čističky und Vančurova.
Das Gemeindegebiet gliedert sich in die Katastralbezirke Dolní Temenice, Horní Temenice und Šumperk.

## Geschichte
Das Dorf Šumperk war um 1180 im Besitz des Zdeněk Ralsko von Waldstein. Unter dessen Söhnen wurde es zur Stadt erhoben. Bereits 1224 hatten die Dominikaner eine Ordensniederlassung für acht Mönche gegründet. Während der kriegerischen Auseinandersetzungen zwischen den Brüdern Wenzel I. von Böhmen und Přemysl von Mähren wurde die Stadt 1239 zerstört. Der Wiederaufbau erfolgte um 1250. Das Dominikanerkloster sowie die Klosterkirche Mariä Verkündigung wurden 1286 durch den Vyšehrader Propst und späteren Bischof von Olmütz Johannes VI. von Waldstein neu errichtet.
1340 verlieh Markgraf Karl den Herren von Leipa das Bergrecht für die bereits in ihrem Besitz befindlichen Herrschaften Schönberg, Goldenstein und Žampach. Karls jüngerer Bruder Jobst von Mähren erteilte 1391 der Stadt Schönberg zahlreiche Privilegien, mit denen sie einer königlichen Stadt gleichgestellt wurde. Nach weiteren Besitzerwechseln gelangte Schönberg 1495 pfandweise an Peter von Žerotín († 1530), der die auf der Stadt lastenden Schulden übernahm. 1504 ging Schönberg sowie Blauda in seinen Besitz über.
Während der Reformation wurden die Mönche und die katholische Bevölkerung aus der Stadt vertrieben. 1584 erfolgte die Ausweisung der Juden, die sich zumeist in der jüdischen Gemeinde in Mährisch Aussee ansiedelten. Nach der Schlacht am Weißen Berg übertrug Kaiser Ferdinand II. in seiner Eigenschaft als König von Böhmen Schönberg sowie weitere umfangreiche Besitzungen in Nordmähren dem Statthalter Karl von Liechtenstein. Obwohl dieser die Schulden übernehmen musste, gehörte er zu den mächtigsten und reichsten Adeligen in Nordmähren. Nachfolgend setzte er die Gegenreformation durch. Der neugewählte Rat der Stadt musste einen katholischen Eid ablegen und der Wiedereinführung der Dominikaner zustimmen, deren Kloster 1623 wieder instand gesetzt wurde. In der zweiten Hälfte des 17. Jahrhunderts kam es zu Hexenverfolgungen, mit denen die Obrigkeit den in Groß-Ullersdorf tätigen Juristen Franz Heinrich Franz Boblig von Edelstadt beauftragt hatte.

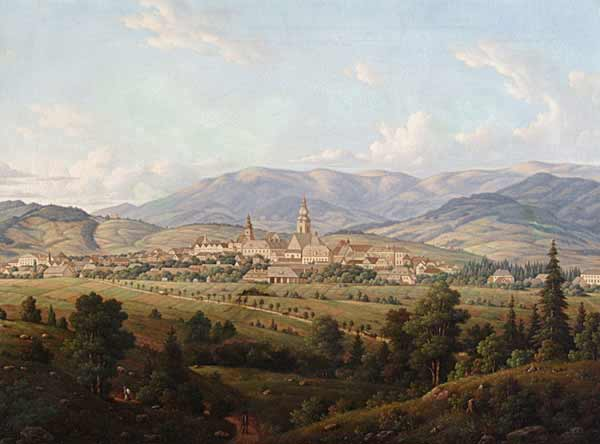
Schönberg um 1864

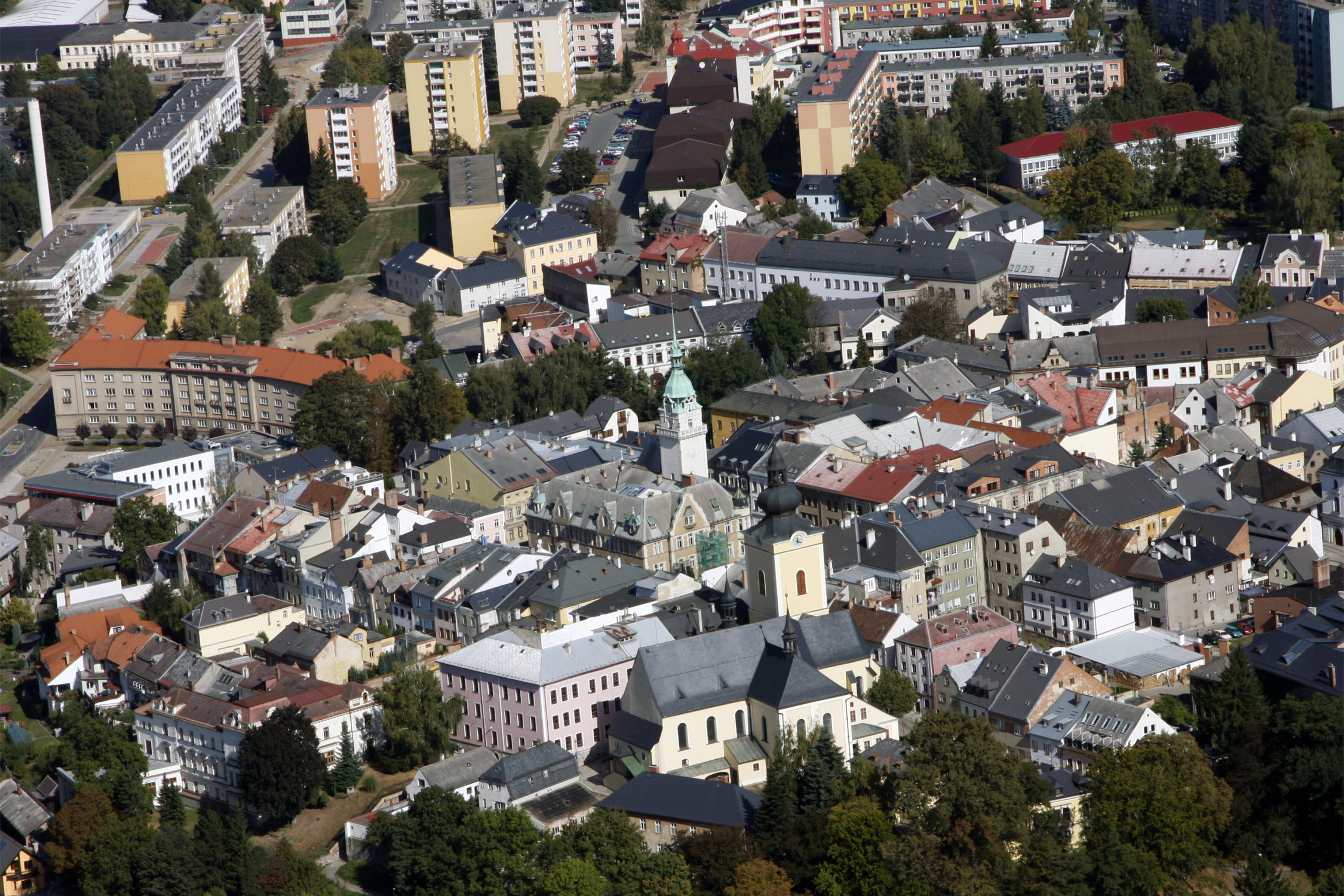
Luftbild der Stadt

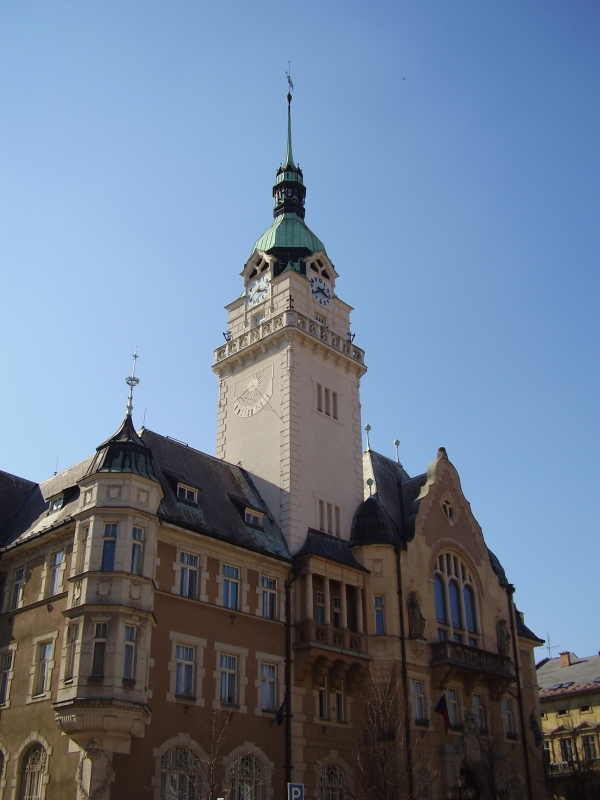
Rathaus

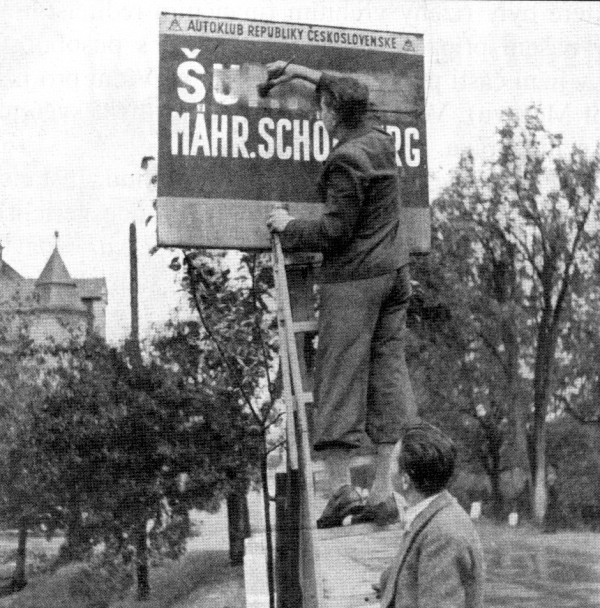
Entfernung des tschechischen Ortsnamens 1938

Zu einer wirtschaftlichen Entwicklung kam es im 18. Jahrhundert durch das Leineweberhandwerk, aus dem sich später die Leinen- und Textilindustrie entwickelte. In dem 1784 im Rahmen der Josephinischen Reformen aufgehobenen Dominikanerkloster errichtete 1785–1788 der Wiener Ernest Klapperoth die größte Manchesterfabrik Europas, die sich jedoch nach der Aufhebung der Kontinentalsperre 1813 nicht weiter behaupten konnte. Die Fabrikräume wurden zur Kaserne umgebaut. 1842 wurde in Schönberg die erste mechanische Leinenspinnerei Mährens in Betrieb genommen. Die 1870 errichtete Mährische Grenzbahn mit Sitz in Schönberg nahm 1871 die Bahnstrecke Hohenstadt–Zöptau in Betrieb. Seit 1874 erschien in Schönberg, das im 19. Jahrhundert ein Zentrum des nordmährischen Schulwesens war, der Nordmährische Grenzbote.
Deutsche des Österreich-Ungarischen Kronrates akzeptierten die Gründung der Tschechoslowakei nicht und erklärten sich als deutsche Böhmen unabhängig, dies beinhaltete Mährisch Schönberg, unter dem Namen Sudetenland. Dabei nahmen sie Bezug auf das Selbstbestimmungsrecht der Völker des US-Präsidenten Wilson. Eine der führenden Personen war Gustav Oberleithner, Bürgermeister von Mährisch Schönberg, der zum Stellvertretenden Regierungschef ernannt wurde. Die Stadt wurde von Truppen der Tschechoslowakei am 15. Dezember 1918 besetzt, ohne dass dabei ein Schuss fiel. Gustav Oberleithner wurde nicht bestraft, da zum damaligen Zeitpunkt der internationale Status der Tschechoslowakei noch nicht geklärt war.
Der Anteil der tschechischen Bevölkerung erhöhte sich in den nächsten Jahren durch Ansiedlung. Dies führte zu Auseinandersetzungen. 1910 lebten 353 Tschechen in Mährisch Schönberg, bei der Volkszählung 1930 hatte Mährisch Schönberg 15718 Einwohner (davon 3434 / 22 % Tschechen). Diese lebten zumeist im „Tschechischen Viertel“, Česká čtvrť.
Die Sudetendeutsche Partei (SdP), offen unterstützt durch das „Dritte Reich“, erreichte 64 % der Stimmen bei den Wahlen 1935.
Nach dem Münchner Abkommen wurde die Stadt 1938 dem Deutschen Reich zugeschlagen und war bis 1945 Sitz des Landkreises Mährisch Schönberg, Regierungsbezirk Troppau, im Reichsgau Sudetenland. 1945 kam Šumperk an die Tschechoslowakei zurück, und 1945/46 wurde ein Großteil der deutschmährischen Bevölkerung, veranlasst durch die Beneš-Dekrete, enteignet und vertrieben.
Im Februar 1946 fanden weitere elf Transporte mit mehr als 9.500 Deutschen im Rahmen der Vertreibung statt. Zum letzten Tag dieses Jahres blieben in der Stadt nur 686 Bewohner. Die ursprünglichen deutschen Bewohner wurden durch Ansiedlung aus dem tschechischen Inland ersetzt.
Am 4. Mai 1950 erfolgte die Eingemeindung von Temenice.
Am 21. August 1968, zur Zeit des Prager Frühlings, wurde die Stadt von der polnischen Armee besetzt, und wenige Wochen später, am 3. Oktober, durch die Sowjetarmee.
In der Stadt gibt es ein tschechisch-deutsches Begegnungszentrum mit einer Außenstelle in Nový Jičín.

## Bevölkerung
Bevölkerungsentwicklung bis 1945
| Jahr | Einwohner | Anmerkungen |
| ---- | --------- | --- |
| 1857 | 06.651    | [ 8 ] [ 9 ] |
| 1890 | 10.493    | Zivilisten: 10.029, Militär: 464 nach Religion: 10.277 römisch-katholisch, 76 evangelisch-augsburgisch, 18 helvetisch, 117 israelitisch, 5 konfessionslos nach Umgangssprache: 10.031 Deutsche, 332 Slawen, 130 Ausländer (einschl. Ungarn) ohne Angabe |
| 1900 | 11.636    | Zivilbevölkerung: 11.060, davon 5.292 männlich, 5.768 weiblich; Militär: 576 nach Umgangssprache: 11.174 Deutsche, 359 Slawen (davon 37 Polen und 14 Ruthenen), 5 Italiener, 98 Ausländer (einschl. Ungarn) ohne Angabe                                 |
| 1930 | 15.718    | davon 3.434 Tschechen |
| 1939 | 14.753    | davon 1.182 Evangelische, 12.150 Katholiken 1.089 sonstige Christen, 6 Juden |

Bevölkerungsentwicklung nach Ende des Zweiten Weltkriegs
(Stand: 31.12. des jeweiligen Jahres)
| Jahr | Einwohner |
| ---- | --------- |
| 1947 | 12.369    |
| 1950 | 24.777    |
| 1960 | 22.327    |
| 1970 | 24.153    |
| 1980 | 32.266    |

| Jahr | Einwohner |
| ---- | --------- |
| 1990 | 37.375    |
| 2000 | 29.632    |
| 2010 | 27.337    |
| 2020 | 25.452    |
| 2022 | 25.061    |

## Sehenswürdigkeiten
- Mariensäule des Bildhauers Michael Kössler von 1718–1720 auf dem Rathausplatz[13]
- Rathaus, 1910 bis 1911 an der Stelle des abgerissenen Renaissance-Rathauses von 1474 im Stil des Historismus erbaut
- Klosterkirche Mariä Verkündigung, 1287 erstmals erwähnt, nach dem Stadtbrand von 1669 im Jahre 1686 barockisiert
- Evangelische Kirche, 1869 bis 1874 erbaut
- Hexenkapelle / Denkmal zur Erinnerung an die Hinrichtungen von 23 Opfern der Hexenverfolgung aus Šumperk in den Jahren 1682–1692[14]
- Gedenktafel für die Opfer der Hexenprozesse in einem ehemaligen Gefängnis an der Straße Černohorska
- Gedächtnistafel für Dekan und Pfarrer Christoph Alois Lautner im ehemaligen Pfarrhaus (Kostelni nam.), im Juni 2000 durch den Olmützer Erzbischof Jan Graubner enthüllt[15]
- Ausstellung über die Geschichte der Hexenverfolgung in der Region Jesenik-Šumperk im Untergeschoss des Hauses Geshadera (ul. Kladska 1)[14]
- Friedhofskirche St. Barbara mit Deckengemälden des Neustädter Malers Ignaz Oderlitzky von 1775 im Südosten der Stadt
- Jüdischer Friedhof mit Trauerhalle

Ein ausgewiesener Stadtrundgang „Auf den Spuren von Klein-Wien“ (Na stopách Malé Vídně) führt zu insgesamt 24 Sehenswürdigkeiten der Stadt. Der Name „Klein-Wien“ war entstanden, weil mehrere Gebäude von Wiener Architekten entworfen worden sind:
1. Villa Eduard Hackl (1893/94, von F. Thiel, Prag), jetzt Bibliothek
2. Villa Doris (1899)
3. Hotel Grand (1931/32)
4. Villa Siegl (1867, von Theophil von Hansen, Wien)
5. Evangelische Kirche (1874), jetzt Kirche der Böhmischen Brüder
6. Deutsches Gymnasium (1897, von den Brüdern Anton Drexler und Josef Drexler, Wien), jetzt Wirtschaftsakademie
7. Ziergarten des Paulinenhofs
8. Paulinenhof (1876, von Moritz Hinträger, Wien), jetzt Stadtmuseum
9. Haus Ottokar Katzer (1930, von E. Hantschl)
10. Theater (urspr. Deutsches Bundeshaus, 1901/02, von Georg Berger, Wien)
11. Hotel Schneider (1852)
12. Haus Eisenstein (1882/83)
13. Haus Schuster (1905)
14. Ehem. Kino Saxinger (1928, von Rudolf Bitzan, Dresden)
15. Apotheke „Zum Schwarzen Bären“ (1886, von K. Seidl)
16. Palast Oberleithner (1831)
17. Villa Oberleithner (1887, von Karl Mayreder, Wien)
18. Haus Oberleithner (1840)
19. Haus Tersch (um 1800)
20. Rathaus (1911, von Georg Berger, Wien)
21. Haus der Römerin (1877)
22. Haus „Zum Weißen Hund“ (von den Gebrüdern Drexler, Wien)
23. Palast Seidl (1873, von Moritz Hinträger, Wien)
24. Smetana-Park (urspr. Herrschaftlicher Garten, 1885/86)

## Bürgermeister

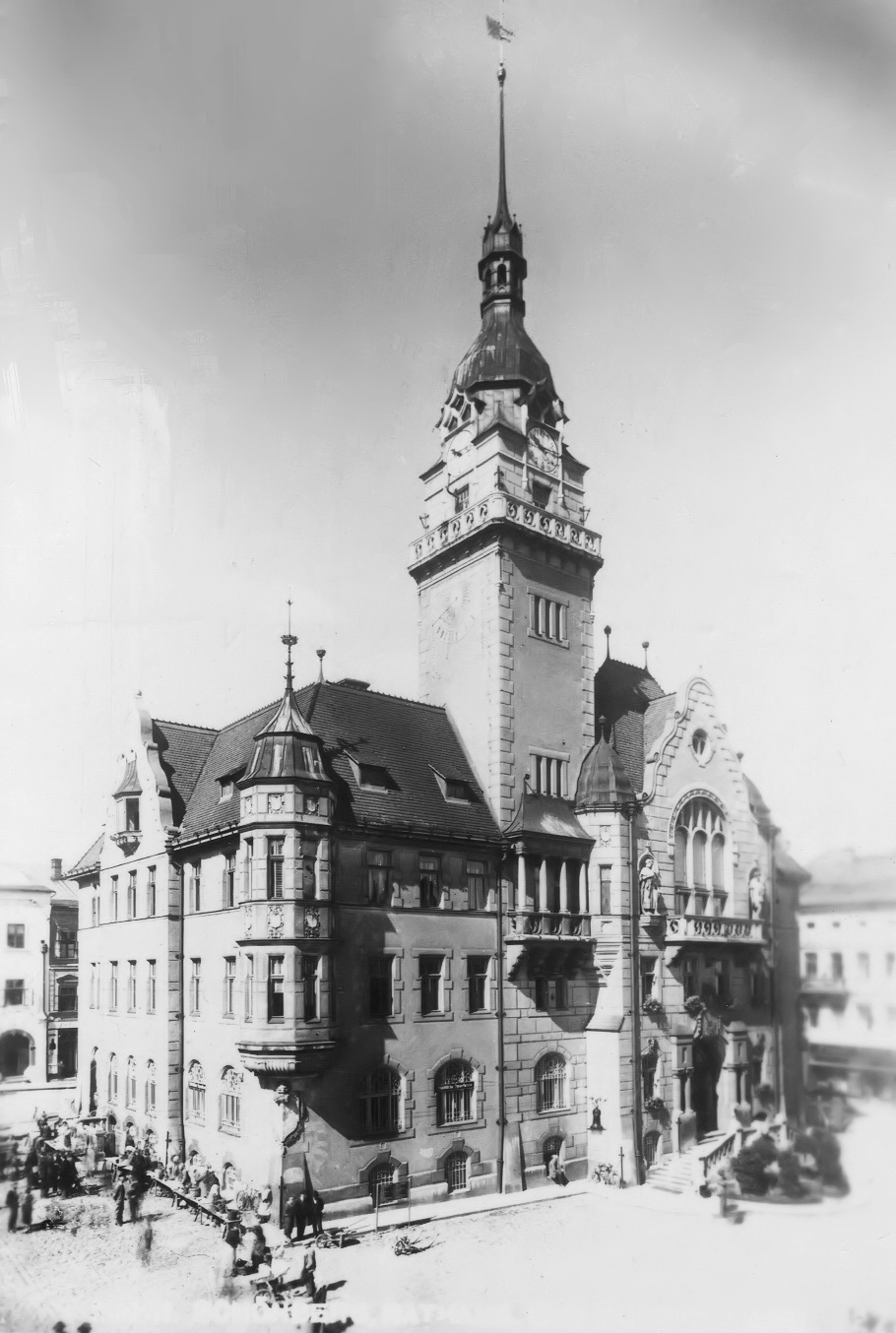
Rathaus von Mährisch Schönberg in den 1930er Jahren

- 1882 bis 1907 Friedrich Ritter von Tersch
- 1907 bis 1918 Viktor von Woehlheim
- 1918 bis 1921 Gustav Oberleitner
- 1921 bis 1923 Johann Witschke
- 1923 bis 1933 Otto Lebwohl
- 1933 bis 1934 Richard Künzell
- 1934 bis 1938 Alois Blaschke
- 1938 bis 1945 Hans Kaulich

## Städtepartnerschaften
- Bad Hersfeld, Deutschland, seit 1994. Bereits 1954 rief die Stadt und der Landkreis Hersfeld eine Patenschaft über die dort lebenden Bürger aus dem ehemaligen Kreis Mährisch Schönberg ins Leben.
- Nysa (Neisse), Polen in der Woiwodschaft Oppeln (poln. Opole).
- Maarssen, Niederlande
- Prievidza, Slowakei
- Vaasa, Finnland

## Persönlichkeiten
Söhne und Töchter der Stadt
- Christoph Alois Lautner (1622–1685), Pfarrer und Dechant in Hotzenplotz, Opfer der Hexenprozesse
- Wilhelm Schweidler (1805–1877), österreichischer Jurist und Politiker, Mitglied der Frankfurter Nationalversammlung.
- Emil Alois Ferdinand Vacano (1840–1892), Schriftsteller
- Heinrich Himmel von Agisburg (1843–1915), österreichischer Generalmajor
- Karl Strobach senior (vor 1850–1905), Ingenieur, Direktor der Papierfabrik Olleschau in Olleschau/Mähren
- Ottilie Strobach (1851–1931), Opernsängerin, Chorleiterin, Dichterin
- Johann Bittner (1852–1905), mährischer Architekt und Bauunternehmer
- Ernst Reichel (1857–1934), Ingenieur und Hochschullehrer
- Max von Oberleithner (1868–1935), Tuchfabrikant, Komponist und Dirigent
- Karl Strobach junior (1870–1929), Ingenieur, Generaldirektor der Papier-Industrie-AG Olleschau, Prag
- Leo Slezak (1873–1946), Tenor
- Karl Johann Benirschke[17] (1875–1941), österreichischer Architekt
- Otto Rommel (1880–1965), Literatur- und Theaterhistoriker
- Wilhelm Baumgarten (1885–1959), Architekt
- Josef Pospischil (1899–1948), SS-Führer und Polizeibeamter sowie zum Tode verurteilter Kriegsverbrecher
- Leopold Pospischil (1899–1942), Hochstapler, Schriftsteller und Opfer des Nationalsozialismus
- Max Barta (1900–1990), Werbegrafiker
- Edgar Hobinka (1905–1989), deutscher Musikpädagoge und Volkskundler
- Hermann Krumey (1905–1981), SS-Offizier und Täter des Holocaust; Stellvertreter von Adolf Eichmann bei der Vernichtung der ungarischen Juden
- Heinrich Mastalier (1908–unbekannt), sudetendeutscher und österreichischer Jurist
- Mitglieder der Industriellenfamilie Seidl
- Roman Karl Scholz (1912–1944), österreichischer Augustiner-Chorherr im Stift Klosterneuburg und Widerstandskämpfer gegen den Nationalsozialismus
- Walter Urbanek (1919–2010), deutscher Gymnasiallehrer, Philologe, Kunstmaler und Lyriker
- Marianne Wintersteiner (1920–2003), deutsche Schriftstellerin
- Otto Geisler (1930–2009), deutscher Generalleutnant des Ministeriums für Staatssicherheit (MfS) der DDR
- Hans Klein (1931–1996), deutscher Politiker (CSU), MdB, Bundesentwicklungshilfeminister
- Christoph Richter (1932–2020), deutscher Musikwissenschaftler, Musikpädagoge und Hochschullehrer
- Helga Pollak (* 1935), deutsche Finanzwissenschaftlerin
- Wolfgang Weber (1939–2019), deutscher Betriebswirtschaftler, von 1995 bis 2003 Rektor der Universität Paderborn
- Helmut Kopetzky (* 1940), deutscher Featureautor
- Gerda Rogers (* 1942), österreichische Astrologin und Radiomoderatorin
- Peter Schmidt-Schönberg (* 1942), deutscher Maler[18]
- Arno Bammé (* 1944), deutscher Soziologe und Didaktiker
- Christa Olbrich (* 1945), deutsche Pflegewissenschaftlerin
- Antonín Basler (* 1956), römisch-katholischer Geistlicher, Weihbischof in Olmütz
- Jan Balabán (1961–2010), Schriftsteller, Publizist und Übersetzer
- Ivana Kubešová (1962),  Mittel- und Langstreckenläuferin
- Jiří Dopita (* 1968), Eishockeyspieler
- Radoslav Kováč (* 1979), Fußballspieler
- Michaela Paštiková (* 1980), Tennisspielerin
- Jan Hudec (* 1981), kanadischer Skirennläufer
- Kateřina Janečková (* 1983), Schauspielerin
- Martina Konopová (* 1986), Freestyle-Skierin
- Jakub Kindl (* 1987), Eishockeyspieler
- Martin Fous (* 1987), deutsch-tschechischer Eishockeytorwart
- Michal Schön (* 1987), deutsch-tschechischer Eishockeyspieler
- Eva Kubíčková (* 2003), Leichtathletin

Im Ort wirkten
- Eduard Hölzel (1817–1885), Buchhändler und Verleger
- Jaroslav Mostecký (1963–2020), tschechischer Autor von Sci-Fi und Fantasyliteratur